# 大河津橋
大河津橋（おおこうづばし）とは、新潟県長岡市敦ケ曽根 - 燕市五千石の大河津分水路に架かる橋長634.8 m（メートル）の国道116号の桁橋。

## 概要
長岡市と燕市を隔てる人工河川である大河津分水路に架かる橋である。供用中の橋は3代目。

### 現橋の諸元
- 形式 - 鋼3径間連続箱桁橋3連
- 活荷重 - 1等橋 (TL-20)
- 橋長 - 634.800 m
  - 支間割 - (70.100 m + 2×70.200 m) + (3×70.200 m) + (2×70.200 m + 70.000 m)
- 幅員
  - 総幅員 - 12.150 m（暫定2車線）
  - 有効幅員 - 11.250 m
  - 車道 - 8.750 m
  - 歩道 - 片側2.500 m
- 床版 - 鉄筋コンクリート
- 総鋼重 - 2619.853 t
- 下部工 - 逆T式橋台・張り出し式小判型橋脚
- 基礎 - 杭基礎・直接基礎
- 施工 - 石川島播磨重工業[注釈 1]・松尾橋梁[注釈 2]JV、川崎重工業・日本橋梁JV、駒井鐵工所[注釈 3]・住友重機械工業JV
- 架設工法 - 自走クレーンベント工法・ベント押し出し工法

### 旧橋の諸元

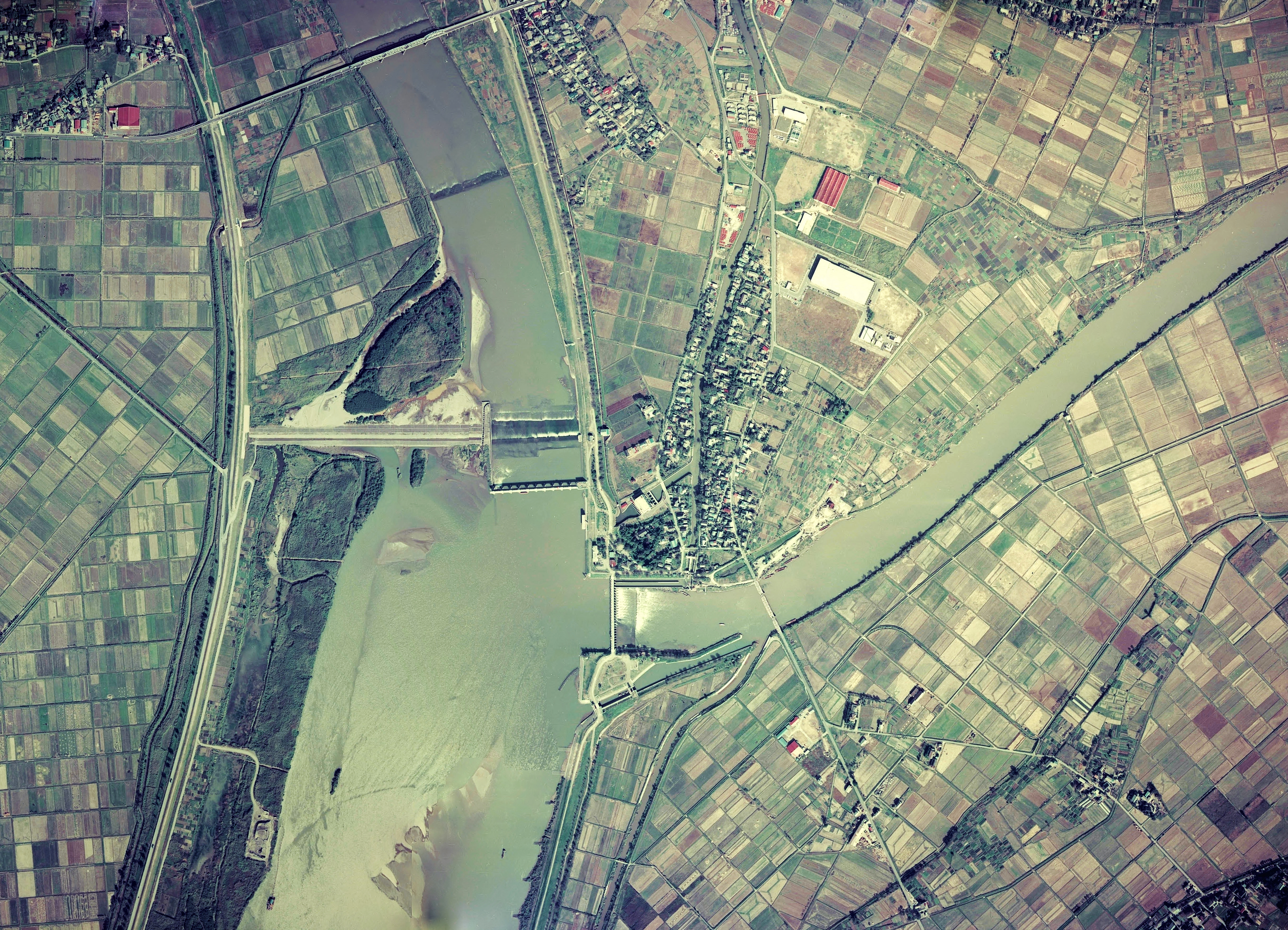
大河津可動堰付近の空中写真。大河津橋旧橋が上部に映っている
。

- 形式 - 鋼下路単純ワーレントラス橋4連+RC21径間カンチレバー橋桁橋
- 橋長 - 619.5 m
  - 支間割 - 4×(50 m) + (6.35 m + 14×20 m + 20.3 m) + (20.3 m + 4×20 m)
- 幅員
  - 車道 - 5.5 m
  - 歩道 - なし（1972年〈昭和47年〉側道橋添加）
- 床版 - 鉄筋コンクリート
- 下部工 - 重力式橋台・半重力式橋脚
- 基礎 - 井筒基礎
- 施工 - 大阪鐵工所[注釈 4]（トラス部）

側道橋
- 形式 - 鋼床版デッキプレート・鋼床版鋼H形桁橋
- 幅員 - 2.5 m

## 歴史
大河津分水路は信濃川の洪水を日本海に直接流すべく作られた人工河川で、1922年（大正11年）に通水した。通水に伴って分断される地区を結ぶため、1920年（大正9年）10月17日に初代の大河津橋が橋長624 m、幅員3.6 mの木橋として架橋される。
1941年（昭和16年）に新潟県により架設された2代目橋梁は鋼トラス橋とRCカンチレバー橋からなる永久橋であった。歩道がなかったことから1972年（昭和47年）8月31日に側道橋を架設した。
2代目橋梁は国道116号の一次改築が完了した1967年度（昭和42年度）以降交通量の増大が著しく、その負担のため1973年（昭和48年）には床版が抜け落ちるなどした。国道116号は同年に指定区間になったため、新管理者である建設省北陸地方建設局新潟国道工事事務所による点検により、老朽化による損傷の進行が判明し、1974年度（昭和49年度）に床版補強工事を実施した。
大河津橋は老朽化のほかに、幅員狭小、橋脚洗堀などの問題を抱えていたこともあり、抜本的対策として架替が1975年度（昭和50年度）に事業化された。1982年（昭和57年）11月18日に1期橋が完成した。架替事業の詳細は後述する。
大河津可動堰の更新に伴う掘削による初代大河津橋の橋脚が出土し、一部が信濃川大河津資料館に展示された。

### 大河津橋架替
- 起点 - 新潟県三島郡寺泊町[注釈 6]敦ケ曽根
- 終点 - 新潟県西蒲原郡分水町[注釈 7]五千石
- 路線延長 - 2.8 km
- 規格 - 第3種第2級
- 車線数 - 暫定2車線（完成4車線）
- 幅員 - 28.0 m（完成時一般部）・22.0 m（完成時橋梁部）

左岸道路1300 m、新橋635 m、右岸道路865 mからなり、左岸部は長岡国道工事事務所が、新橋と右岸部は新潟国道工事事務所が担当した。1975年度（昭和50年度）に事業化され、1976年度（昭和51年度）に用地着手、1979年度（昭和54年度）に工事着手した。1982年度（昭和57年度）に新橋を含む1.1 kmを暫定2車線で供用開始し、1984年度（昭和59年度）に0.9 kmを暫定2車線で供用開始した。分水側は交差点が連担するため分水高架橋により立体交差とした。
下部工が1979年（昭和54年）9月28日から1980年（昭和55年）8月2日までの工期でA2橋台とP6 - 8橋脚が熊谷組により施工され、1979年（昭和54年）9月28日から1981年（昭和56年）3月24日までの工期でA1橋台とP1 - 5橋脚が大豊建設により施工された。上部工は1連が1980年（昭和55年）11月15日から1981年（昭和55年）11月30日までの工期で川崎重工業・日本橋梁JVにより制作され、2連が1980年（昭和55年）12月17日から1982年（昭和57年）3月30日までの工期で石川島播磨重工業・松尾橋梁JVと駒井鐵工所住友重機械工業JVによりそれぞれ制作され、1981年（昭和56年）9月1日から1982年（昭和57年）6月25日までの工期で石川島播磨重工業・松尾橋梁JVにより主桁架設が行われた。床版工は小松建設工業により1981年（昭和56年）11月21日から1982年（昭和57年）9月30日までの工期で行われた。旧橋撤去は1983年（昭和58年）10月1日着手し、1984年（昭和59年）3月19日に上部工撤去が完了し、下部工撤去は1986年（昭和61年）9月27日から1987年（昭和62年）3月20日までの工期で行われた。